# اینس تورلی
اینس تورلی (انگلیسی: Ines Torelli; ۱۴ ژوئن ۱۹۳۱ – ۲۱ اوت ۲۰۱۹) کمدین، مجری رادیو، بازیگر اهل سوئیس بود.